# Victor Leandro Bagy
Victor Leandro Bagy (født 21. januar 1983 i Santo Anastácio, Brasilien) er en brasiliansk fodboldspiller, der spiller Atlético Mineiro, som han har gjort siden 2009, hvor han skiftede fra Grêmio.
Han har desuden optrådt for São Paulo som ungdomsspiller og Paulista som seniorspiller.